# 比爾奇齊
49°37′57″N 23°16′12″E / 49.63250°N 23.27000°E
比爾奇齊（烏克蘭語：Бірчиці），是烏克蘭西部的村莊，隸屬利維夫州的桑比爾區。該村面積5.85平方公里，海拔高度271米，2001年人口246，人口密度每平方公里42.05人。